# Starlight Express
Starlight Express és un musical d'Andrew Lloyd Webber (música), Richard Stilgoe (lletres) Arlene Phillips (coreografia), amb revisions posteriors de Don Black (lletres) David Yazbek (música i lletres). La història gira al voltant del somni d'un nen en la que els seus trens de joguina assoleixen vida; i els actors fan servir durant tota la funció patins, en un concepte totalment innovador que donà gran popularitat a l'espectacle. És un dels musicals més representats al West End amb 7.461 funcions, però la producció de Broadway només en realitzà 761. És el musical més popular a Alemanya, on estrenat el 1988 està a punt de celebrar els 25 anys en cartell, quelcom que aquest musical no ha aconseguit enlloc més.

## Història
Durant la dècada de 1970, Lloyd Webber pensà a adaptar musicalment els llibres de Reverend W. Awdry, "Railway Series". Però no s'arribà a un acord, car el reverend no donà els drets a Webber car estimà que el músic volia un control sobre la seva obra molt més gran del que ell estava disposat a cedir.
No va ser fins a quan Lloyd Webber, buscant un argument per a centrar-se després de Cats, va tornar a pensar en els trens i decidí escriure un musical pels seus fills Imogen i Nicholas sota el títol de "Trains", que després canvià pel definitiu de Starlight Express.
Així, Lloyd Webber va reconcebre la seva idea com una "història de Ventafocs", en la que Rusty fa de Ventafocs, i Greaseball i Electra les germanastres, mentre que el Starlight Express és la fada. Per realitzar-lo va tornar a reunir l'equip de Cats: Trevor Nunn (director), John Napier (dissenyador) i David Hersey (il·luminació), el lletrista Richard Stilgoe i el coreograf Arlene Phillips. Lloyd Webber volia quelcom diferent del que hom troba en anar al teatre, i la seva primera condició seria que tots els intèrprets portarien patins sobre rodes durant tota la funció, un concepte llavors innovador.
La música és de tipus disco i pop, amb algunes cançons pastitx com el country titulat "U.N.C.O.U.P.L.E.D.", el duet d'amor "Only You" o la cançó del títol "Starlight Express". En alguna forma aquest musical podria veure's com un retorn a l'estil de Joseph and the Amazing Technicolor Dreamcoat, tot i que aquest darrer és més variat en l'ús d'estils musicals i influències.
A l'estiu de 1982 es presentà una avançada a Sydmonton, des d'on va créixer en magnitud. El seu cost va pujar fins a 2 milions de lliures, sent el musical més car mai produït a Londres. Van habilitar-se 3 nivells en els quals tenia lloc l'acció, envoltat de públic i per on tenien lloc les curses. El teatre Apollo Victoria va ser reconstruït emprant 8 km de llistons de fusta, 60 tones d'acer i 6.000 bombetes. El gener de 1984, per obtenir els diners necessaris, Lloyd Webber va oferir 1.000 participacions a 2.000 lliures cadascuna, les quals s'esgotaren en 24 hores. Va estrenar-se al març de 1984 sent un èxit absolut, omplint el teatre cada nit.
Starlight ha estat interpretat per diverses estrelles, com Jane Krakowski, Jeffrey Daniel (del grup R&B/disco Shalamar), Andrea McArdle, Ray Shell, Stephanie Lawrence, Frances Ruffelle, John Partridge, Rachel Wooding, Greg Ellis, Martyn Andrews, Reva Rice, Oliver Thornton, Jo Gibb, James Gillan o Greg Mowry.

## Sinopsi

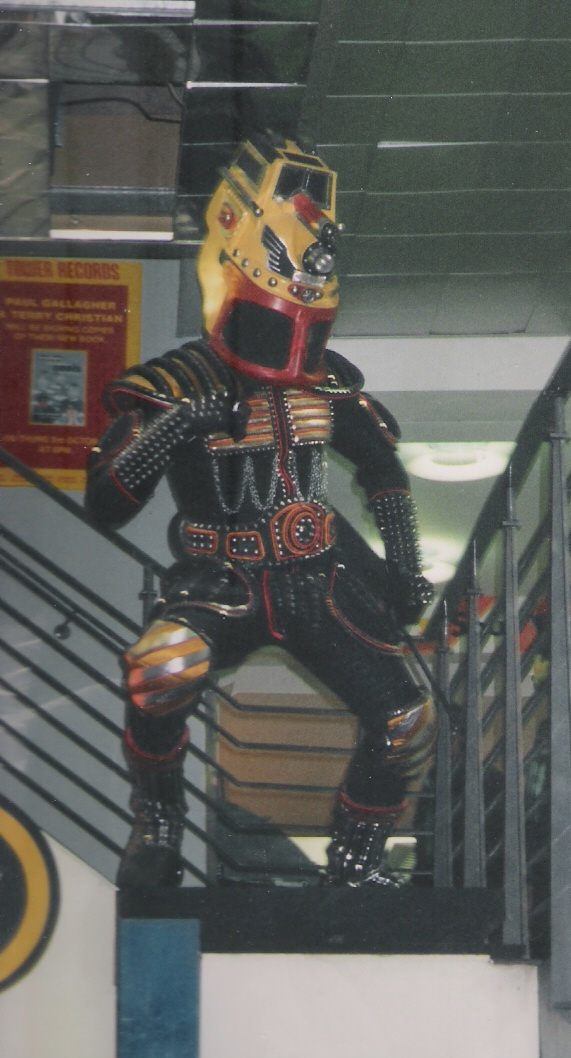
Un dels personatges de Starlight Express

L'argument gira al voltant d'un grup de trens de joguina, interpretats per actors amb patins, que prenen vida a la imaginació d'un nen. Els personatges corren per esdevenir la "màquina més veloç del món", i al final, guanya el perdedor Rusty, guanyant la cursa i el cor de Pear, el vagó d'observació.

### I Acte
El musical comença amb la veu incorpòria de Control (a qui no veiem mai), que juga amb els seus trens de joguina, ordenant-los que es preparin per córrer. Mentre que Control cau adormit, encara murmurant les seves instruccions, comença a sonar l'Obertura. La música va fent crescendos mentre que el repartiment apareix en la penombra per patinar per la pista, arribant al clímax quan és interromput de cop i volta per "Rolling Stock". Greaseball i la seva Banda de matons dièsel es passegen per l'escenari per cantar les seves frases, principalment que estan en marxa i molt de pressa. Greaseball provoca a tots a desafiar-lo en una cursa: "això és el meu darrere, i és tot el que veuràs".
Rusty, la màquina de vapor relegada a la via morta, entra, cantant que ningú no ho fa com un tren de vapor. Greaseball i la seva Banda l'intimiden i marxen, deixant-lo perquè canti la seva desafiant "Call me Rusty" mentre que porta els vagons, somiant en competir al campionat de curses i guanyant-lo.
Els vagons qüestionen la capacitat de competir de Rusty: no és ni prou ràpid ni prou fort. Rusty surt, deixant que els vagons es presentin ells mateixos amb la cançó "A Lotta Locomotion": Ashley, un vagó de fumadors, que ha intentat deixar-ho però no pot, Buffy, el vagó restaurant que ofereix aperitius "calents, ràpids i barats", Dinah és un vagó menjador que cuinarà per a tu i ofereix escoltar els teus problemes. Pearl és la noia nova, que abans havia promès a Rusty córrer junts, però ara té dubtes sobre la seva capacitat.
El posturer Greaseball torna, amb els Vagons Dormitori de 2a i 3a classe. Juntament amb els seus vagons, canten "Pumping Iron", un altre tribut a la grandesa de Greaseball.
Rusty porta el tren de càrrega, que consisteix en 3 vagons: Rockies, Flat Top, Dustin i C.B. després de barallar-se amb els vagons, els presenta amb la cançó "Freight".
Al final del número els representants nacionals de França (Bobo), Itàlia (Espresso), Alemanya (Weltschaft), Rússia (Turnov), Japó (Hashamoto) i Gran Bretanya (The City of Milton Keynes) entren i s'alineen per prendre lloc a la primera cursa, però abans que no puguin fer res hi ha una darrera entrada per sorpresa: els llums s'apaguen i un herald anuncia l'entrada d'Electra, el Tren Elèctric, introduït pels seus 5 components (Krupp, un vagó blindat, Wrench, un vagó de reparació, Purse, un vagó de diners, Volta, un vagó congelador i Joule, un vagó de dinamita). Electra tant exhibicionista com Greaseball. Canta les seves frases a "AC/DC" superficialment, afirmant que pot córrer tant amb corrent altern com amb corrent continu, però també referint-se al fet que tindrà company masculí o femení.
Ara totes les màquines s'uneixen als seus companys, preparats per a la primera mànega. Electra envia un missatger per a fer la cort a Pearl, convidant-la a córrer amb ell. Amb la seva indecisió sobre amb qui correrà, Pearl deixa a Rusty sense connexió, i canta l'energètica "He'll Whistle at Me" sobre la màquina dels seus somnis, que és una màquina de vapor que xiula per a ella. Llavors, marxa per córrer amb Electra.
"Heat One" veu a Greaseball i a Dina, intimidant i forçant el seu camí davant de Hashamoto i Espresso, corrent amb C.B. i Buffy respectivament.
Dinah no està contenta amb l'engany, i li ho diu a Greaseball. Aquest la colpeja i la llença a terra, deixant-la allà, malgrat les seves súpliques i disculpes. C.B. felicita la parella per la seva bona cursa, i llavors, en veure que Dinah està sola, canta la balada "There's Me".
Poppa entra amb la famfàrria dels Rockies per cantar el blues. El "Poppa's Blues" ens dona un petit tutorial sobre cantar el blues, i llavors apareix Rusty capcot. Poppa li pregunta què passa, i descobreix que a menys que pugui competir amb Pearl, Rusty es mostra refractari a córrer. Per convèncer-lo que pot córrer i guanyar, que encara hi ha esperança, Poppa li presenta un altre cotxe amb el qual competir: Belle, el vagó dormitori. Belle, aparentment adormida a un dipòsit de carbó, es desperta i canta "Belle, the Sleeping Car", la història de la seva vida. Antigament havia corregut amb Poppa. Rusty li demana que corri amb ell, i ella accepta.
A "Heat Two", Rusty perd a Electra (coorent amb Pearl) i Weltschaft amb Joule. El desalè torna a Rusty, que va al dipòsit de ferralla on s'està Poppa, i aquest li demana que confií en el Starlight Express. Rusty, però, no creu en el Starlight Express. Per provar la seva existència, Poppa li anuncia que correrà. Només hi ha un problema: totes les places per a la tercera mànega estan ocupades. De sobte, i aparentment per intervenció divina, Control anuncia una vacant: el vagó britànic ha estat desestimat. Prenent-ho com un senyal del Starlight Express, Poppa fa parella amb Dustin (l'únic vagó de càrrega que anirà amb ell), Rocky I està associat amb el City of Milton Keynes i Flat Top es nega) i córre.
La "Heat Three" és guanyada per Poppa, amb Bobo a la segona posició i Turnov al darrere. Malgrat haver guanyat, la cursa gairebé mata a Poppa: no hi ha manera que pugui córrer a la final; i li demana a Rusty que ocupi el seu lloc. Insegur de què fer, i sense creure en la seva existència, Rusty demana ajut al Starlight Express amb la cançó "Starlight Express".

### II Acte
El II Acte comença amb "The Rap", on el repartiment es pregunta sobre la validesa que Rusty ocupi el lloc de Poppa. Malgrat tot, ja havia corregut i havia estat desqualificat, però era en una altra mànega, i Poppa té dret a nomenar el seu successor. Finalment decideix que sigui Rusty qui corri, en lloc del segon qualificat Bobo. Greaseball, després d'haver abandonat a Dinah, convida a Pearl a córrer amb ell en lloc de amb Electra. Afirmant que només és diversió, Pearl accepta.
Dinah canta sobre el seu nou estat de soltera amb el country "U.N.C.O.U.P.L.E.D.". Es lamenta que serà l'objecte de les burles de la resta de trens, però que, malgrat tot, promet que mai no perdonarà a Greaseball. Belle, Buffy i Ashley l'animen i intenten aconseguir que torni el seu home a "Rolling Stock: Reprise" per ser més activa, agressiva i manipuladora. Poc després, Electra convida a Dinah a córrer amb ell, i per tal que Greaseball estigui gelós, ella accepta.
C.B. es troba amb Electra, i li explica la seva naturalesa psicòtica i destructiva a la cançó "C.B.", en la que admet que ha causat els principals accidents de trens en la història recent. Acorda fixar la cursa perquè tal que Electra guanyi. La "Uphill Final" és una mànega a mort entre Electra i Greaseball, amb Rusty detingut per C.B., que fa que perdi la connexió vital i la resta de la carrera. Quan Pearl ho descobreix diu que anirà a córrer amb ell, Greaseball es torna desagradable i li diu que, si ho fa, la desqualificarà. Lamentant-se que no és així com volia que anessin les coses, s'està quieta. C.B. es burla de Rusty, dient-li que no és cap motor de veritat, i que mai no podrà ocupar el primer lloc.
Rusty no es dol de si mateix, car els Rockies baixen per dir-li que les coses són com són: no importa el teu talent, si no tens sort, mai no guanyaràs. "Right Place, Right Time" és una queixa sobre el racisme, els Rockies i els trens de vapor són negres i, per tant, hi ha un desavantatge automàtic.
Finalment es troba al fons, i Rusty torna a demanar al Starlight Express que l'ajudi, i aquest cop, a la "Starlight Sequence", rep la seva resposta. El Starlight Express apareix i li diu que l'ajudarà a guanyar, i que Rusty és, ell mateix, el Starlight Express. De sobte es troba ple de confiança en si mateix. Mentre que la música (el clímax frustrat de l'obertura) es fon, i Rusty sent estossegar al fons. És Dustin, el vagó tolva. Rusty li demana si vol córrer amb ell la cursa final, i Dustin accepta de seguida.
Dinah està farta de les curses. Espera un tren que la xiuli, i Electra no vol, i desconnecta ("He Whistled at Me" (reprise)). Impertorbable, Electra demana a C.B. que corri amb ell.
La Mànega Final ("Downhill Final") veu a Greaseball i Pearl, Electra i C.B. i Rusty i Dustin enfrontats els uns amb els altres. Electra i Greaseball no estan concentrats en la cursa, barallant-se entre ells. Cobert per la fila, Rusty està al capdavant, només per perdre-la quan Greaseball s'adona que Pearl l'està fent endarrerir i l'abandona, i Rusty s'atura per rescatar-la. Però ara Greaseball no té parella. Les normes de la cursa senyalen que cada màquina ha de córrer amb un vagó. La seva única opció és intentar prendre a C.B. de Electra. Les màquines lluiten entre elles, permetent a Rusty que segueixi al capdavant i aquest cop segueix al davant i és el campió. Greaseball, Electra i C.B., pel seu costat, viren a un túnel i s'estavellen.
Més orgullós que malmès, Electra entra a l'escenari, després d'haver-se separat de Greaseball i C.B., i ràbia per la injustícia de la seva derrota. Després de cantar la seva diatriba, "No Comeback", desapareix per no tornar a aparèixer.
Greaseball i C.B., o el que queda d'ells, cauen a l'escenari per anunciar que han tingut massa rock'n'roll ("One Rock 'n' Roll Too Many"). Tot el repartiment (llevat Rusty, Pearl, Poppa i Dustin) se'n riuen. Poppa demana a Greaseball que el porti on ha deixat a Pearl, car Rusty s'ha de quedar, i encara no demana el seu títol.
Pearl està sola, i canta la balada "Only He". Finalment s'adona que aquest sempre ha estat Rusty, i es preocupa que no sigui massa tard per arreglar tot el dany que ha causat sense voler, però apareix Rusty, que la perdona al moment i canten junts "Only You".
A continuació el repartiment surt sobre ells. Buffy i Ashley reflexionen que maco que és quan veuen el romanç al ferrocarril. Greaseball es disculpa a Dinah, i, oblidant la seva ira, segueix l'exemple de Rusty i el porta de tornada.
Poppa diu a Greaseball que pot convertir-se en una màquina de vapor, dient-li que llavors estaria sota el seu propi contro, un moment en el Control diu als trens que l'obeeixin. Poppa i Belle encapçalen la companyia en una entusiata interpretació de "Light at the End of the Tunnel", un número que lloa els trens de vapor. El show acaba amb el repartiment patinant pel teatre, saludant el públic i amb un reprise de "Light At The End of the Tunnel".

## Personatges
La Veu sobre els personatges
- Control: El nen en què es desenvolupa la història dins del seu somni.
- Mom: La mare de Control.
- Starlight Express: El tren de mitjanit, una representació de Déu.

Les màquines
- Rusty: la màquina de vapor que anhela entrar a la cursa i guanyar-la; enamorat de Pearl.
- Poppa: una màquina de vapor jubilada. Pare de Rusty, que abandona el seu retir en veure defallir el seu fill
- Greaseball: l'ardent, ostentosa i enèrgica locomotora Diesel de la Union Pacific; campió dels Estats Units i amb una certa semblança amb l'Elvis.
- Electra: el nou flamant ferrocarril elèctric. És la darrera incorporació a la cursa, descrit per Control com "la màquina del Futur". Llueix com una andrògina estrella del rock.

Els vagons
- Pearl: el nou vagó d'observació de 1a classe, carregat de pedres precioses i flors, que atreu l'atenció de Rusty i finalment s'enamora d'ell. Un vagó de l'Orient Express es deia així.
- Dinah: el vagó restaurant. La millor amiga de Pearl.
- Ashley; el descarat i malhumorat vagó de fumadors, sempre a la recerca d'una cigarreta.
- Buffy: dolç i senzill vagó buffet que ofereix de tot a tothom.
- Belle: el vagó dormitori. Un vell i luxós vagó Pullman, en memòria del Brighton Belle que feia el viatge de Victoria Station a Brighton. El personatge va ser eliminat de totes les produccions després de Broadway.
- Vagons dormitori de 2a i 3a classe: papers de cor interpretats pels que feien de Joule i de Volta quan Pumping Iron arribava abans de fer la seva entrada a AC/DC. Només van aparèixer a Londres entre 1984 i 1992, i només durant "Pumping Iron".

## Números musicals

### Producció original de Londres, 1984
| I Acte - Overture - Rolling Stock – Greaseball i la Banda - Taunting Rusty – Rusty, Greaseball, Banda - Call Me Rusty – Rusty, Pearl, Dinah, Buffy i Ashley - Rusty, You Can't Be Serious – Rusty, Pearl, Dinah, Buffy i Ashley - A Lotta Locomotion – Dinah, Ashley, Buffy i Pearl - Pumping Iron – Greaseball, Pearl, Ashley, Dinah, Buffy, Vagons de 2a i 3a classe - Freight – Pearl, Ashley, Dinah, Buffy, Rocky I, Rocky II, Rocky III, C.B, Dustin, Flat-Top - Entry of the National Trains – Maquines nacionals - AC/DC – Electra, Krupp, Wrench, Purse, Joule, Volta i Companyia - Hitching and Switching – Companyia - Pearl, You've Been Honoured – Purse, Pearl, Rusty - He Whistled at Me – Pearl - Race: Heat One – Greaseball i Dinah, Espresso and Buffy, Hashamoto i C.B. - That was Unfair – Dinah, Greaseball, C.B. - There's Me – C.B. - Poppa's Blues – Poppa, Rocky I, Rocky II, Rocky III, Rusty - Belle the Sleeping Car – Belle - Starlight Express Introduction – Poppa, Rusty, Belle - Race: Heat Two – Electra and Pearl, Weltschaft and Joule, Rusty i Belle - Boy, Boy, Boy – Poppa, Rusty, Belle, Vagons - Race: Heat Three – Poppa i Dustin, Turnov i Wrench, Bobo i Ashley - Laughing Stock – Companyia - Starlight Express – Rusty | Act II - The Rap – Companyia - Pearl Twirl – Greaseball, Pearl, Dinah, Buffy, Ashley - U.N.C.O.U.P.L.E.D. – Dinah - Rolling Stock (Reprise) – Dinah, Belle, Ashley i Buffy - C.B. – C.B, Electra, Krupp, Wrench, Purse, Joule, Volta - Race: Uphill Final – Electra i Dinah, Rusty i C.B., Greaseball i Pearl - I Was Robbed – C.B., Rusty, Greaseball, Electra, Pearl, Vagons - Right Place, Right Time – Rocky I, Rocky II, Rocky III - I Am The Starlight – Rusty, Starlight Express, Dustin - He Whistled at Me (Reprise) – Dinah, Electra, Krupp, Wrench, Purse, Volta, Joule, C.B. - Race: Downhill Final – Rusty i Dustin, Electra i C.B, Greaseball i Pearl - No Comeback – Electra, Krupp, Wrench, Purse, Joule, Volta - One Rock & Roll Too Many – Greaseball, C.B. - Only He (Has The Power to Move Me) – Pearl, (Rusty) - Only You – Pearl, Rusty - Light at the End of the Tunnel – Companyia - Light at the End of the Tunnel (Reprise) |

### Revisions en produccions posteriors
En les darreres produccions, s'han eliminat les següents cançons:
- Call Me Rusty
- There's Me
- Belle the Sleeping Car
- Race: Heat Three
- Rolling Stock(Reprise)
- Wide Smile/C.B.
- No Comeback
- Only He
- Only You

Al seu lloc s'han inclòs els següents números:
- Engine of Love – Rusty, Pearl, Dinah, Buffy, Ashley (Act I)
- Crazy – Rusty, Pearl, Ashley, Dinah and Buffy (Act I)
- Make Up My Heart – Pearl (Act I)
- Next Time You Fall In Love – Pearl, Rusty (Act II; unless "Only You" is sung)

"A Lotta Locomotion" va ser substituïda a les gires per "A Whole Lotta Locomotion", amb lletres de Yazbek. També hi ha 3 raps diferents:
- The Rap (Lletra: Stilgoe) (1984–91)
- Check It Out, Can You Believe This? (Lletra: Stilgoe) (1992–2002)
- It's Race Time! (Lletra: Yazbek) (2004–?)

## Produccions

### West End
El 27 de març de 1984 s'estrenà la producció del West End al Apollo Victoria Theatre, dirigida per Trevor Nunn i coreografiada per Arlene Phillips, representant-se 7.406 vegades fins a tancar el 12 de gener del 2002. El repartiment original incloïa a Stephanie Lawrence, Frances Ruffelle, Jeff Shankley, Jeffrey Daniel id Ray Shell. El teatre va ser per incloure una pista de curses que s'estenia per the stalls and around the front of the dress circle.

#### Revisions

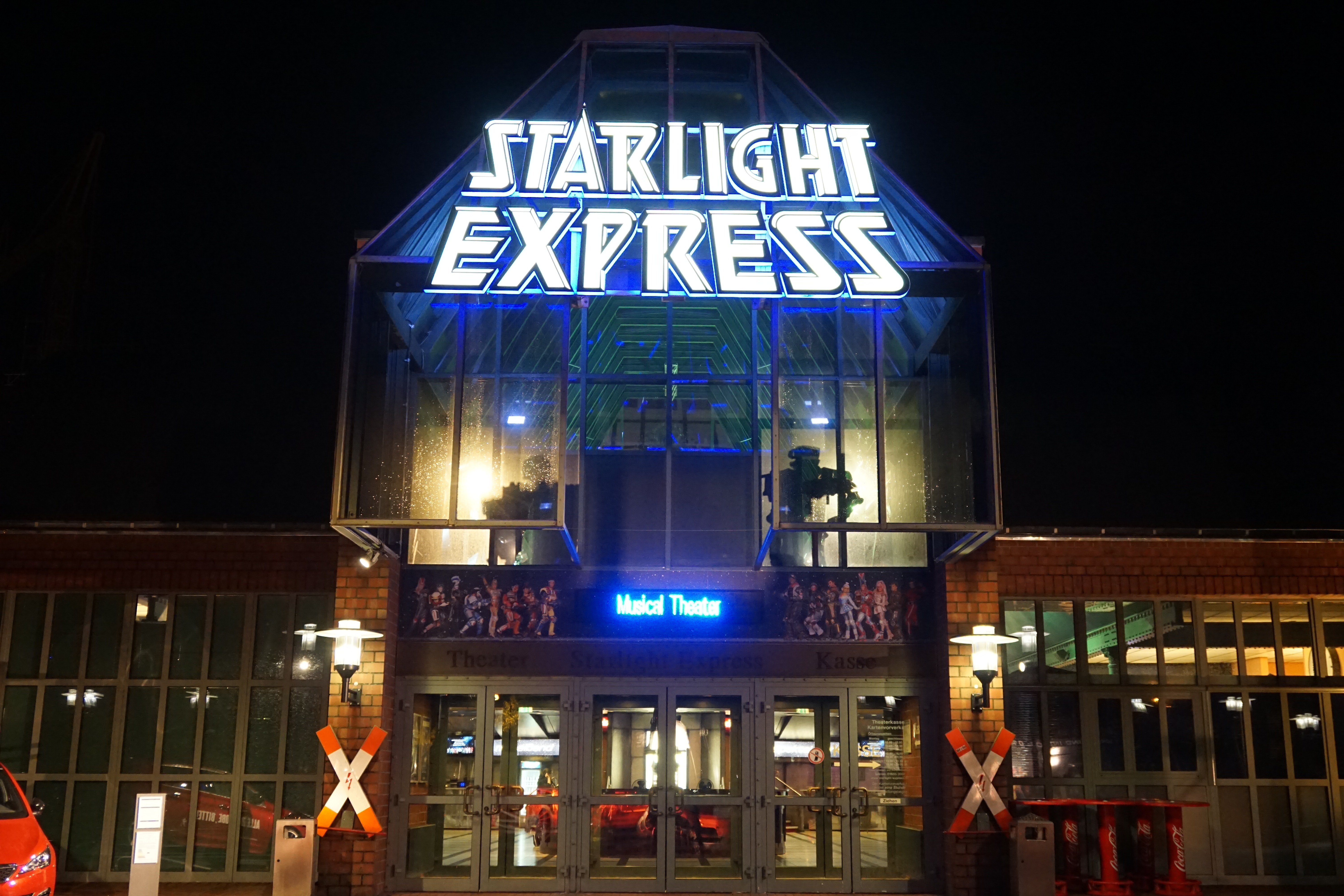

El novembre de 1992 es rellançà la producció de Londres, sota el títol de The New Starlight Express, ii amb grans revisions del material, en part influenciades per les produccions d'arreu del món. Es van incloure 5 noves cançons (Crazy, He'll Whistle at Me, Make Up My Heart, Next Time You Fall in Love, The Megamix), mentre que 12 cançons (the Overture, Engine of Love, Call me Rusty, Hitching and Switching, There's Me, Belle The Sleeping Car, Heat Three, Wide Smile, High Style, No Comeback, Only He, Only You) i 2 personatges ("C.B." i "Belle") eren tallats.
Belle, després de demostrar-se incompatible amb el sistema més curt de 4 curses a Broadway, va ser tallat juntament amb CB. Tallar a CB requeria una revisió de l'argument, car sense un dolent clar, Rusty, Electra i Greaseball havien de causar els seus propis problemes o ser les víctimes de les circumstàncies que tenen lloc durant la història.
La Overture va ser desestimada, amb la "Entry of National Trains" traslladada de l'entrada del show del seu lloc original darrere. L'energètica i a tota velocitat "He Whistled at Me" havia ser substituïda per la làngida balada "Make Up My Heart" alguns anys abans, però no va ser enregistrada fins al 1992. "Pumping Iron" va passar immediatament després de "AC/DC", canviant la intenció de simplement ser pretensiós a llançar directament un desafiament de Greaseball al nou vingut i tallant la cançó anterior. Això comportava que ja no tornaven a aparèixer els Vagons Dormitori de 2a i 3a. En lloc de que
 guanyar una mànega, com en l'estructura de 5 curses, Greaseball i Electra arribaven primer i segon a la primera mànega, assegurant-se el lloc a la final. Rusty ara no correria fins al final, només després d'agafar el lloc de Poppa després de la cançó del títol. Poppa guanyava la segona mànega, amb Bobo arribant segon.
"The Rap" va ser completament reescrit car el debat (sobre si Rusty podia ocupar el lloc de Poppa a la cursa quan ja havia estat desqualificat prèviament) era reiteratiu. Es convertí en un himne sobre com és de gran el córrer, més que no pas una discussió. Pearl encara encenia els motors a Electra, deixant a Dinah sense parella. Amb Belle fora, Ashley i Buffy feien elles mateixes, tenint més versos. Després del, quan Dinah se separa d'Electra, i sense C.B. feia parella amb Buffi pel Downhill Final. En lloc de topar intencionadament, Electra i Greaseball topaven accidentalment al final de la cursa. Llavors Electra prenia el lloc de C.B. a "One Rock 'n' Roll Too Many". Com a segon final, s'afegí "The Megamix", que consistia en diversos versos de la majoria de les cançons del show, incloent-n'hi una que s'havia eliminat ("He'll Whistle at Me").

### Broadway
La producció de Broadway s'estrenà el 15 de març de 1987 al Gershwin Theatre, on van fer-se 761 funcions. Aquesta versió presentava grans revisions a l'argument, així com l'addició i l'omissió de diversos números musicals. "C.B." perdia el seu nom i era simplement conegut com a "Red Caboose", i en lloc de córrer pel títol de "Champion Engine of the World", els trens corrien per un premi, el "Silver Dollar".
A causa de les proporcions del Gershwin Theatre, el conjunt no podia estendre's cap al públic com es feia a Londres, però hi havia un espai molt alt i ample per omplir. Per tant, les curses eren en espiral cap a dalt i cap a baix i al voltant de l'arc del prosceni. Però malauradament, mentre que si bé el pont tenia un aspecte magnífic, la seva enginyeria era errònia i, després d'uns mesos, quedà malmesa sense poder-se reparar, situant-se de manera permanent en una posició fixa. Això no impedí les curses, malgrat tot. El conjunt quedà molt més decorat que a Londres, amb escenes dels Estats Units i noms locals, que donà un sentit d'ubicació a cada part de la pista.
L'estructura de les curses canvià de tres mànegues amb el guanyador a la final, a dues mànegues amb els dos primers a la final. Rusty no corria a les mànegues, fent que Belle (que passà a anomenar-se "Menphis Belle") fos excessiva. Això abreujava molt el show, fent-lo també menys complex, car ara hi havia una cursa menys i no hi havia cap debat sobre si se l'havia de permetre córrer a la final. També eliminava el personatge de Belle, car ja no tenia cap propòsit. Les màquines ara corrien per a un premi, el "Silver Dollar", en lloc de córrer pel plaer de guanyar.
La "Entry of National Engines" va ser traslladada a l'inici del show, a l'obertura. La cançó "Engine of Love" va ser emprada quan Rusty portava els vagons a l'inici del show. Llavors Pearl sortia amb ell abans de "A Lotta Locomotion", que només era cantada per Dinah, Buffy i Ashley. "He Whistled at Me" va ser substituïda per la balada "Make Up My Heart." "AC/DC". ja no tenia final, sinó que era interromput per Greaseball amb "Pumping Iron", ara un desafiament directe al nouvingut. Com que Electra ja havia entrat amb el seu seguici, els vagons de 2a i 3a ja no existien. Joule, Volta i Wrench ara s'unien a "Pumping Iron". "There's Me" era un duet entre Caboose i Dinah.
"The Rap" va ser completament reescrit com l'original, principalment en relació al fet que la reclamació de Rusty era irrellevant. Pel "Downhill Final", Rusty apareixia amb un nou vestit com el Starlight Express. Cap de la resta de personatges el reconeixia. Després de la cursa, Caboose robava el Silver Dollar. La companyia acusava a Rusty d'haver-lo robat, i consent en ser registrat si també es registra a l'oposició; això conduïa a una persecució tipus slapstick ("The Chase"), al final de la qual Caboose topava amb Greaseball i Electra. "No Comeback" va ser eliminada. La idea del nou vestuari de Rusty va ser eliminada durant l'estada a Broadway i tornà al final que entrava a la Final com ell mateix, i "The Chase" era completament eliminat. Llavors Greaseball, Caboose, & Electra cantaven "One Rock 'n' Roll Too Many", amb un arranjament i una coreografia nous, més slapstick i menys sexual. Pearl cantava una breu reprise de "Make Up My Heart", però va ser eliminat. "Only He" va ser substituïda per un "Only You" més extens, i el show acabava amb "Light at the end of the Tunnel."

### Bochum, Alemanya
El 12 de juny de 1988 s'estrenà una producció a un local especialment construït, el Starlighthalle, a Bochum. A l'abril de 2010 era l'única producció permanent en funcionament, havent estat vista per més de 13 milions de persones (al març del 2010)
El Starlighthalle va ser construït per a la producció en menys d'un any, sent especialment dissenyat per l'espectacle, amb llargues pistes en dos nivells en forma d'U amb el públic assegut al mig i als costats d'aquestes pistes. En escena les pistes es podien posar en 3 nivells, la qual cosa permet moltes combinacions. El 2003 s'afegí una pista en forma d'"Y" a la pista interior, dividint-la en 3 zones de seients i permetent major flexibilitzat per patinar.
Al març del 2009, Starlight Express va ser objecte d'un concurs de talents a la televisió alemanya per trobar els nous Rusty i Pearl. El show començà el 31 de març, sota el títol de 'Musical Showstar 2008', sent guanyada per Kevin Köhler i Anna-Maria Schmidt. Schimdt abandonà durant l'entrenament, però Köhler debutà com a Rusty l'1 d'agost del 2008.
L'espectacle s'anuncia com "Das rasanteste Musical im Universum!" ("El musical més ràpid de l'univers!")

#### Revisions de l'argument
La producció de Bochum, encara que descendent de la de Broadway, va revertir molt de Londres, incloent-hi alguns dels darrers canvis de Londres. L'estructura de les curses de Broadway continuaren, però a causa d'interessos nacionals, Weltschaft (aviat rebatejat Ruhrgold) la màquina alemanya va ser canviada per Bobo, la màquina francesa, de manera que estigués a la cursa final. Belle va ser eliminada, car es demostrà incompatible amb l'estructura de 4 curses de Broadway. Començà amb 4 Rockies, però aviat tornaren a ser 3. La producció ha quedat artísticament inalterada majorment fins a l'actualitat.
Originàriament, l'obertura quedà de Londres, però l'ordre guardava més relació amb Broadway. La cançó de Broadway "Engine of Love", traduïda com "Liebesexpress", introduïa a Rusty i els Vagons en lloc de "Call Me Rusty". "Ne Lok mit Locomotion" ("A Lotta Locomotion") queda igual que a l'original de Londres, amb els 4 vagons cantant. "Pumping Iron" ve després de "AC/DC", com un desafiament directe al vigent campió del nouvingut. Era seguida per "Hilf Mir Verstehn" ("Make Up My Heart"), amb Pearl optant per Electra.
El 2003, la darrera cançó de Londres "Crazy" va ser posada entre "Pumping Iron" i "Hilf Mir Verstehn", amb "Liebesexpress" ("Engine of Love") que cobria el mateix propòsit sent retallada. Al mateix temps time "Allein im Licht der Sterne" ("Next time you fall in love") va substituir "Du Allein" ("Only You"). El "Megamix" final de Londres va ser afegit al final del show, encara que els fragments de les cançons no anaven en el mateix ordre.
A l'octubre de 2006 es van assimilar els Hip Hoppers de la segona gira per Estats Units, en substitució dels Rockies. El 2007 s'alterà de nou el Rap, afegint l'inici de la versió de la gira del Regne Unit, a més d'efectes pirotècnics en l'entrada d'Electra i quan Greaseball patina a gran velocitat.
El 2008 la "Overture" va ser substituïda per "The Entry of the National Trains" (moguda a "AC/DC"). "Engine of Love" va ser totalment eliminada, amb la melodia sent reciclada per la balada de Pearl "He'll Whistle at Me", en una nova traducció. "There's Me" va ser retallada. El duet final entre Rusty i Pearl va basar-se en la versió de la gira pel Regne Unit de "Only He".

### Las Vegas
La producció de Las Vegas va estrenar-se el 14 de setembre de 1993 en una producció retallada a 90 minuts sense intermedi al Las Vegas Hilton, on es representà fins al 30 de novembre de 1997. aquesta producció va ser la primera producció permanent musical a Las Vegas, i es va realitzar en concessions en forma de l'escurçada del temps i fent referències a les seqüències de les curses. També, en un punt intermedi de la cursa, els vestits dels trens va tenir un aspecte "Vegas Showgirl" inconfondible. L'hotel canvià de propietat el 1997 i els nous propietaris decidiren finalitzar les funcions abans que expirés el contracte de 5 anys.
La producció de Las Vegas, a més, situava l'acció la vigília de Nadal, quelcom que cap altra producció ha fet.

### Starlight On Ice
Una producció completament redissenyada per Feld Entertainment realitzà Starlight Express on Ice, fent gira pels Estats Units entre setembre de 1997 i febrer de 1998. Aquesta producció mostrava patinadors sobre gel, fent play-back de les cançons, mentre que realitzava complexes rutines. No aconseguí trobar el seu públic i va tenir una acceptació mitjana durant la gira programada.

### Expreso Astral
Entre octubre de 1997 i abril de 1998 va realitzar-se una producció en castellà, dirigida per Bobby Love al Teatro Polanco de Mèxic DF. Molts dels personatges van ser castellanitzats, amb Rusty convertint-se en Ferro, Pearl en Perla, Poppa com El Jefe, etc. Bobo, Espresso i Weltshaft van ser eliminats i substituïts per Carioca, un tren brasiler i Pibe un d'argentí. Es va realitzar un enregistrament de la banda sonora, però a causa de problemes amb els drets, mai no s'arribà a publicar.

## Patinatge
Starlight Express té un element diferencial en les funcions per l'ús de patins. El repartiment entrena durant 3 ó 4 mesos en patinatge abans de començar les funcions; i així no cal experiència prèvia. Tot i això les exigències de l'espectacle fan que sovint hi hagi lesions. El nivell de l'actuació de patinatge depèn de la producció, i les produccions fixes donen moltes més oportunitats de patinar que no pas les de gira. Les gires per Gran Bretanya i els Estats Units tenen relativament poc espai per patinar, i l'ús de les curses enregistrades prèviament eliminen gran part de les exigències físiques de l'actuació.
L'espectacle va ser coreografiat per Arlene Phillips. Cada personatge té el seu propi conjunt de moviments anomenat "tick-overs", que es realitzen mentre que està inactiu. Aquests moviments expressen el seu caràcter, siguin agressius, vanitosos o exercicis d'escalfament per a l'acció.

## Membres notables del repartiment

### Londres
- Stephanie Lawrence (Pearl original)
- Ray Shell (Rusty original)
- Jeffrey Daniel (Electra original)
- Frances Ruffelle (Dinah original)
- Danny John Jules (Rocky 1 original)
- PP Arnold (Original Belle original)
- Jo Gibb (Final Pearl)
- Helen Latham (Final Dinah)
- James Gillan (Rusty)
- Greg Ellis (Rusty, Dustin i Electra)
- Reva Rice (Pearl)
- Casey-Lee Jolleys (Joule)
- John Partridge (Electra)
- Richard Mylan (Electra)
- Natalie Powers (Dinah)
- Mark Hedges (Swing, Turnov, Dustin, Rusty)

### Broadway
- Greg Mowry (Rusty original)
- Reva Rice (Pearl original)
- Jane Krakowski (Dinah original)
- Andrea McArdle (Ashley original)
- Robert Torti (Greaseball original)
- Ken Ard (Electra)
- Steve Fowler (Poppa original)
- Sean McDermott (Prince of Wales original)
- Allan Edwards Tibbitt (Pancake)

### Las Vegas
- Reva Rice (Pearl)

### Bochum, Alemanya
- Kevin Köhler – (guanyà el paper de Rusty a un programa de talents televisiu, Musical Showstar)
- Lovette George (Pearl)
- Rachael Wooding (Dinah i Pearl)
- Jade Esteban Estrada (Flat-Top)
- Uwe Kroger (Rusty)
- Marlon Moore (Dustin)
- Paul Whitaker (Rusty)
- Martyn Andrews (Electra)
- Oliver Thornton (Caboose)
- Ricky Mujica (Espresso)
- Michael King (Rocky 1)

### Versions de Gira
- James Gillan (Rusty)
- Charlotte Avery (Mom and Buffy)
- Georgina Hagen (Control)
- Oliver Thornton (Rusty)
- Adam Ellis (Rusty)
- Ricky Mujica – (US tour, Japan/Australia tour)
- Bernie Blanks (favoured Rusty)
- Tim Driesen (u/s Rusty)
- Bobby Collins (Rusty (Australian Tour))

## Directors
- Trevor Nunn – (Londres, Broadway)
- Arlene Phillips – (Las Vegas, US and UK Tours)
- Dion McHugh – (Bochum, Japan, Australia, director associat de Londres)
- Mykal Rand – (UK tour, New Zealand Tour)
- Bobby Love (Mexico City)
- Robin Cousins (Starlight on Ice)

## Premis i nominacions

### Producció Original de Londres
| Any  | Premi                  | Categoria               | Nominat        | Resultat |
| ---- | ---------------------- | ----------------------- | -------------- | -------- |
| 1984 | Premi Laurence Olivier | Millor Musical          | Millor Musical | nominat  |
| 1984 | Premi Laurence Olivier | Millor Actor de Musical | Lon Satton     | nominat  |

### Producció Original de Broadway
| Any  | Premi            | Categoria                              | Nominat                               | Resultat  |
| ---- | ---------------- | -------------------------------------- | ------------------------------------- | --------- |
| 1987 | Premi Tony       | Millor Musical                         | Millor Musical                        | nominat   |
| 1987 | Premi Tony       | Millor Banda Sonora                    | Andrew Lloyd Webber i Richard Stilgoe | nominat   |
| 1987 | Premi Tony       | Millor Actor de Repartiment de Musical | Robert Torti                          | nominat   |
| 1987 | Premi Tony       | Millor Direcció de Musical             | Trevor Nunn                           | nominat   |
| 1987 | Premi Tony       | Millor Coreografia                     | Arlene Phillips                       | nominat   |
| 1987 | Premi Tony       | Millor Vestuari                        | John Napier                           | GUANYADOR |
| 1987 | Premi Tony       | Millor Il·luminació                    | David Hersey                          | nominat   |
| 1987 | Premi Drama Desk | Musical Més Destacat                   | Musical Més Destacat                  | nominat   |
| 1987 | Premi Drama Desk | Música Més Destacada                   | Andrew Lloyd Webber                   | nominat   |
| 1987 | Premi Drama Desk | Escenografia Més Destacada             | John Napier                           | GUANYADOR |
| 1987 | Premi Drama Desk | Vestuari Més Destacat                  | John Napier                           | GUANYADOR |